# Mohamed Hrimat
Mohamed Rabie Hrimat (en arabe : محمد ربيع حريمات) né le 7 août 1995 à Rabat, est un footballeur marocain jouant au poste de milieu offensif à l'AS FAR.

## Biographie

### En club
Mohamed Hrimat est issu du centre de formation du FUS de Rabat. Il dispute un match en championnat lors de la saison 2014-2015 avant d'être prêté une saison à l'Union de Salé en deuxième division marocaine.
Il retourne au FUS de Rabat et dispute treize matchs lors de la saison 2017-2018. Il termine la saison à la quatrième place du championnat. En Coupe du Maroc, il est éliminé en huitième de finale face au Difaâ Hassani d'El Jadida.
Le 13 septembre 2019, il signe un contrat de deux ans au Kénitra Athlétic Club. Il dispute quatorze matchs en deuxième division.
Le 22 novembre 2020, il s'engage pour trois saisons aux AS FAR. Le 14 mai 2022, il remporte la Coupe du Maroc après une victoire de 3-0 au stade Adrar d'Agadir face au Moghreb de Tetouan.

### En sélection
Le 5 juin 2021, il est convoqué par Houcine Ammouta pour un stage de préparation avec l'équipe du Maroc A'.

## Palmarès

### En club
FAR de Rabat
- Champion du Maroc (1) :
  - Champion : 2022-2023
- Coupe du Maroc (1) :
  - Vainqueur : 2020
  - Finaliste : 2022

### Distinctions personnelles
- Meilleur joueur de la Botola 2023-2024[3].